# Jozef Penninck

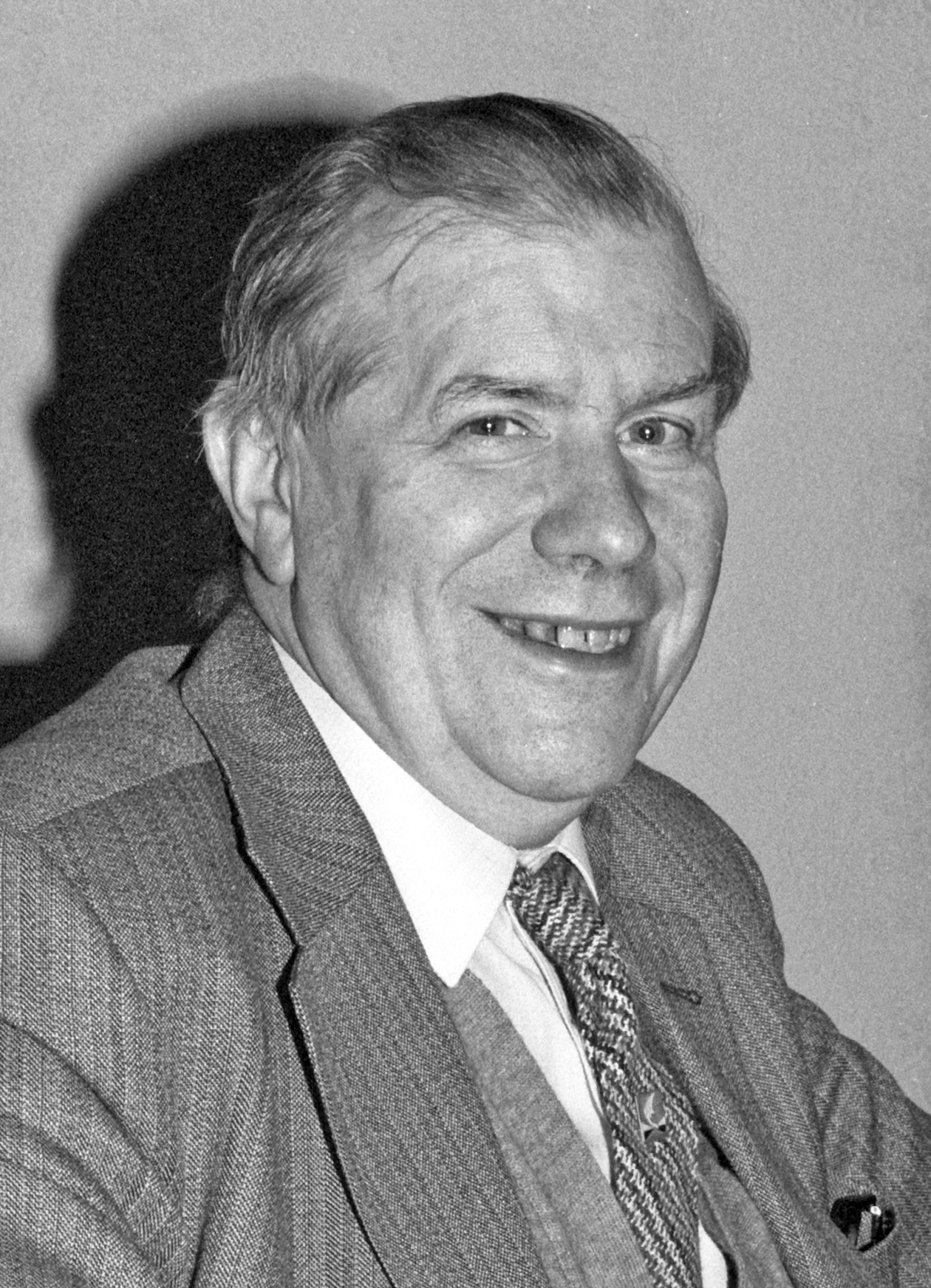
Jozef Penninck

Jozef Penninck (Brugge, 13 februari 1923 - 12 december 1986) was een Vlaamse historicus, promotor en organisator van het verenigingsleven en provinciaal ambtenaar in West-Vlaanderen.

## Levensloop
Jozef Penninck was een zoon van Camiel Penninck en Rachel Jacobs. Hij trouwde met Anna De Cae. Na secundair onderwijs aan het Sint-Leocollege in Brugge (retorica 1943) werd hij ambtenaar bij het provinciebestuur van West-Vlaanderen en bracht er zijn volledige beroepsloopbaan door.
Hij ontwikkelde weldra belangstelling voor het verenigingsleven dat zich voor de lokale geschiedenis en de volkskunde interesseerde.
Penninck was betrokken bij talrijke verenigingen waar hij bestuursfuncties vervulde, met name:
- Koninklijke Gidsenbond van Brugge en West-Vlaanderen, (bestuurder vanaf 1952, bibliothecaris en verantwoordelijke voor de boekenvoorraad),
- Westvlaams Verbond van Kringen voor Heemkunde (voorzitter 1958-1986),
- Provinciale Culturele Raad,
- Vereniging voor Oudheidkundig Bodemonderzoek in West-Vlaanderen (van 1973 tot 1982 bestuurslid en penningmeester),
- Koninklijke Heemkundige Kring Maurits Van Coppenolle,
- Vereniging het Manneke uit de Mane (bestuurslid en penningmeester vanaf 1962).

Buiten West-Vlaanderen was hij ook actief
- als bestuurslid van het Centrum voor Volkscultuur (Brussel),
- als bestuurslid van het Nationaal Verbond van kringen voor Heemkunde (bestuurder in 1970, secretaris in 1980, redacteur van het tijdschrift Ons Heem).

Gedurende meer dan vijfentwintig jaar was hij voorzitter van het Westvlaams Verbond van kringen voor Heemkunde. Hij was in 1958 een van de medestichters van deze vereniging en stond aan de wieg van heel wat plaatselijke heemkundige verenigingen, zoals in Ieper, Tielt, Koekelare, Middelkerke en Diksmuide.
De Heemkundige Kring Maurits Van Coppenolle was de vereniging waar hij het meest mee verbonden was. Als secretaris-penningmeester was hij, vanaf de stichting in 1958, de motor van de vereniging, die weldra meer dan duizend leden telde. Was het oorspronkelijk de bedoeling de heemkunde te beoefenen in Sint-Andries, dan strekten zich de activiteiten van de vereniging weldra uit over het hele Brugse Ommeland en over Brugge zelf.
Het tijdschrift Brugs Ommeland evolueerde van een gestencild blaadje tot een keurig gedrukt tijdschrift dat talrijke interessante bijdragen publiceerde en het tot een waardige tegenhanger maakte van de Handelingen van het Genootschap voor Geschiedenis te Brugge en van Biekorf.
Vooral in de eerste jaren publiceerde hij zelf veel artikels in het tijdschrift. Een van zijn voornaamste bijdragen tot de lokale geschiedenis waren zijn vele originele studies over de Brugse godshuizen.
Hij was de initiatiefnemer voor het samenstellen en publiceren van huldealbums ter ere van verdienstelijke historici en heemkundigen, zoals Jos De Smet, Joseph Delbaere, Antoon Viaene, Albert Schouteet en Hervé Stalpaert. Daarnaast was hij de initiatiefnemer voor de publicatie van tientallen werken over geschiedkundige onderwerpen, meestal onder de imprint van de Maurits Van Coppenollekring. Van de 126 afzonderlijke uitgaven door de kring, gingen er een behoorlijk aantal ter perse op initiatief van Penninck.

## Publicaties
- De paalstenen van de stad Brugge, in: Brugs Ommeland, 1961.
- Toponymen langs de Diksmuidse heirweg, : In Brugs Ommeland, 1961.
- Geschiedenis van de Sint-Baafsparochie te Sint-Andries, in: Brugs Ommeland, 1962.
- Het Pannenhuis te Sint-Andries, in: Brugs Ommeland, 1962.
- Park en heerlijkheid Male, in: Brugs Ommeland, 1962.
- Historisch kader van de schilderskapel in de Zilverstraat te Brugge, in: Vreugdegroet, tijdschrift van de Zusters van Sint-Jozef, 1963.
- Het Sint-Janshospitaal te Brugge, Sint-Andries, 1963.
- Het wegennet te Sint-Andries in het midden van de 19de eeuw, in: Brugs Ommeland, 1963.
- Sint-Andries in de eerste helft van de 19de eeuw, in: Brugs Ommeland, 1964.
- De Barge, inː 't Beertje, 1964.
- De Zeventorrekens te Assebroek, in: Brugs Ommeland, 1964.
- Het Nieuw Riethuis te Sint-Andries, in: Brugs Ommeland, 1964.
- Het bier te Brugge, Sint-Andries, 1964.
- Het natiehuis der Genuezen te Brugge, in: Brugs Ommeland,1965.
- De Kruispoort te Brugge, inː Brugs Ommeland, 1965.
- Het Brugse reglement "aengaende den brand" uit 1822, in: Brugs Ommeland, 1966.
- Kroniek J. P. Le Doulx. Brugse kroniek over 865-1797, in het Nederlands overgezet en voorzien van een inleiding door J. Penninck, Sint-Andries, 1967.
- Straatbenamingen, hun oorsprong en ontwikkeling, in: Brugs Ommeland, 1967.
- De Barnekamer, een vergeten Brugse instelling, in: Brugs Ommeland, 1967.
- De Polkanunnetjes, inː Album Joseph Delbaere, Rumbeke, 1968.
- Flitsen uit de geschiedenis van Sint-Andries, in: Brugs Ommeland, 1969.
- Brugse godshuizen. E. Zorghe, Paruitte, De Schippers, Cobrysse, Sint-Andries, 1970.
- De godshuizen Soutieu in Brugge, in: Album A. Viaene, Brugge, 1970.
- De "Boerenmolen" te Snellegem, in: Brugs Ommeland, 1972.
- De Schoenmakersrente te Brugge, inː Brugs Ommeland, 1973.
- Sint-Andries historisch, Brugge, 1973.
- Het godshuis "De Fontaine" te Brugge, in: Album Albert Schouteet, Brugge, 1973.
- Het Boeverbos te Sint-Andries, in: Brugs Ommeland, 1974.
- Het bakkersambacht te Brugge, in: Brugs Ommeland, 1976.
- De Jeruzalemkerk te Brugge, in: Brugs Ommeland, 1977.
- De Jeruzalemkerk te Brugge, herwerkte uitgave, Sint-Andries, 1977.
- De Sint-Salvatorskerk te Brugge, Sint-Andries, 1977 en 1982.
- De godshuizen Van Peenen en Gloribus, in Brugs Ommeland, 1979.
- De kapel van het Heilig Kruis in de Onze-Lieve-Vrouwkerk te Brugge, in Brugs Ommeland, 1980.
- De godshuizen van O.-L.-Vrouw van de Zeven Weeën, in Brugs Ommeland, 1981.
- De godshuizen De Muelenaere, in: Brugs Ommeland, 1981.
- Het godshuis Sint-Jozef Te Brugge, in: Brugs Ommeland, 1982.
- Het godshuis "De Pelikaan", in: Brugs Ommeland, 1982.
- De godshuizen Sucx en Van Campen te Brugge, in: Brugs Ommeland, 1982.
- ̈De Sint-Gilliskerk Brugge, Sint-Andries, 1983.
- Driehonderd jaar van melk tot boter'k, Sint-Andries, 1985.